# Зеленецький Борис Васильович
Зеленецький Борис Васильович — радянський, український кінорежисер.
Народився 10 травня 1924 р. у м. Бердичів Житомирської обл. Закінчив Київський державний інститут театрального мистецтва ім. І. Карпенка-Карого (1952). 
Працював на Київській кіностудії ім. О. П. Довженка.
Був членом Національної спілки кінематографістів України.

## Фільмографія
Асистент режисера:
- «Штепсель одружує Тарапуньку» (1957, у співавт.)
- «Літак відлітає о 9-й» (1960, у співавт.)
- «У мертвій петлі» (1962, у співавт.)
- «Ракети не повинні злетіти» (1964)
- «Дні льотні» (1965, у співавт.)
- «Розвідники» (1968, у співавт.)
- «Втікач з «Янтарного» (1968, у співавт.)
- «Експеримент лікаря Абста» (1968, у співавт.)
- «Довга дорога в короткий день» (1972, у співавт.)

Другий режисер:
- «Циган» (1967)
- «Гуси-лебеді летять» (1974)
- «Канал» (1975)
- «Дніпровський вітер» (1976)
- «Дощ у чужому місті» (1979)
- «Три гільзи від англійського карабіна» (1983)
- «Капітан Крокус і Таємниця маленьких змовників» (1991, у співавт.)
- «Круїз або розлучна подорож» (1991)
- «Оплачено заздалегідь» (1993) та ін.

Зіграв кілька епізодичних ролей в кіно:
- «Круїз або розлучна подорож» (1991)
- «Приятель небіжчика» (1997) тощо...